# Der Ring der Musketiere
Der Ring der Musketiere (Ring of the Musketeers) ist eine vierteilige Miniserie aus dem Jahr 1992, die von den Nachkommen der Musketiere und deren Abenteuer in Los Angeles handelt. Der Ring der Musketiere ist als Krimi-Serie mit Abenteuerelementen mit einer quasi-durchgängigen Handlung von John Paragon und Joel Surnow konzipiert worden. John Paragon fungierte auch als Regisseur.
Die Fernsehserie wurde in den Vereinigten Staaten produziert und hergestellt; sie wurde vom deutschen Fernsehsender RTL co-finanziert. Dafür nahm RTL Einfluss auf Besetzung und Handlung der Serie. Die Erstausstrahlung war am 1. Dezember 1992 und danach wöchentlich auf RTL. Seitdem wurde sie nicht mehr wiederholt und auch bislang nicht auf DVD oder Blu-Ray veröffentlicht. Einen Verleih in den USA fand die Serie nicht.

## Inhalt
Die drei Nachkommen der Musketiere, der aristokratische John-Smith-D’Artagnon, der Deutschlehrer Peter Porthos sowie die Radio-Moderatorin Anne-Marie Arthos (alias Dr. Love) kämpfen als moderne Musketiere auf Motorrädern mithilfe ihres Auftraggebers Maurice Treville gegen das Verbrechen in Los Angeles. Nur der vierte Ring ist verschollen, wird jedoch im Laufe der ersten Folge vom Kleinganoven Burt Aramis aus einem Haus gestohlen. Als dieser den Ring verpfänden möchte, wird er allerdings von einem Pfandleiher als der vierte Ring, der von Maurice Treville gesucht wird, erkannt und an diesen verwiesen. Treville macht aus Aramis das vierte Mitglied.
Im Laufe der Serie kommt heraus, dass die Ringe von Generation zu Generation weitergegeben werden, um so dem Amt eines Streiters für Gerechtigkeit nachzugehen. Man erfährt, dass Peter Porthos im Schwarzwald nach dem Unfalltod seines Vaters den Ring bekommen hat und dass Anne-Marie Athos von ihrem reichen Vater durch Geschichten auf ihr Amt vorbereitet wurde. Harry, Anne-Maries Ex-Mann, war jedoch eifersüchtig auf dieses Amt und versuchte im Laufe ihrer kurzen Beziehung selber ein Musketier zu werden, was jedoch nicht gelang, da der Ring verliehen werden muss. Harry gründet aus diesem Grund seine eigenen Musketiere, die im Gegensatz zu den in der Sendung vorgestellten Musketiere, Verbrechen begehen und Banken ausrauben. Am Ende können diese jedoch gestellt werden.

## Soundtrack
Es wurde ein Soundtrack zur Serie veröffentlicht, auf dem sich zwei Songs von David Hasselhoff und ebenfalls Stücke von Thomas Anders befinden.